# Piłka nożna w Polsce (2004/2005)
Piłka nożna w Polsce - sezon 2004/2005
- I liga polska w piłce nożnej (2004/2005)
- II liga polska w piłce nożnej (2004/2005)
- III liga polska w piłce nożnej (2004/2005)
- IV liga polska w piłce nożnej (2004/2005)
- V liga polska w piłce nożnej (2004/2005)
- A-klasa polska w piłce nożnej (2004/2005)
- B-klasa polska w piłce nożnej (2004/2005)
- C-klasa polska w piłce nożnej (2004/2005)

- Puchar Polski w piłce nożnej (2004/2005)